# Busleyden Atheneum
Busleyden Atheneum is de naam van het samenwerkingsverband dat sinds 1 september 2015 bestaat tussen de voorheen verschillende middelbare scholen in Mechelen die behoren tot het GO! onderwijs van de Vlaamse Gemeenschap. Busleyden Atheneum is sinds deze fusie de grootste school in Mechelen met 8 campussen verspreidt over de stad. De school ontleent zijn naam aan Jeroen van Busleyden.
De scholen die deel uitmaken van Busleyden Atheneum zijn:
- BA Botaniek
- BA Caputsteen
- BA De Beemden
- BA Basisverpleegkunde (een onderdeel van BA Botaniek)
- BA Nekkerspoel
- BA Pitzemburg
- BA Stassart
- BA Zandpoort